# Glasgow Society of Lady Artists

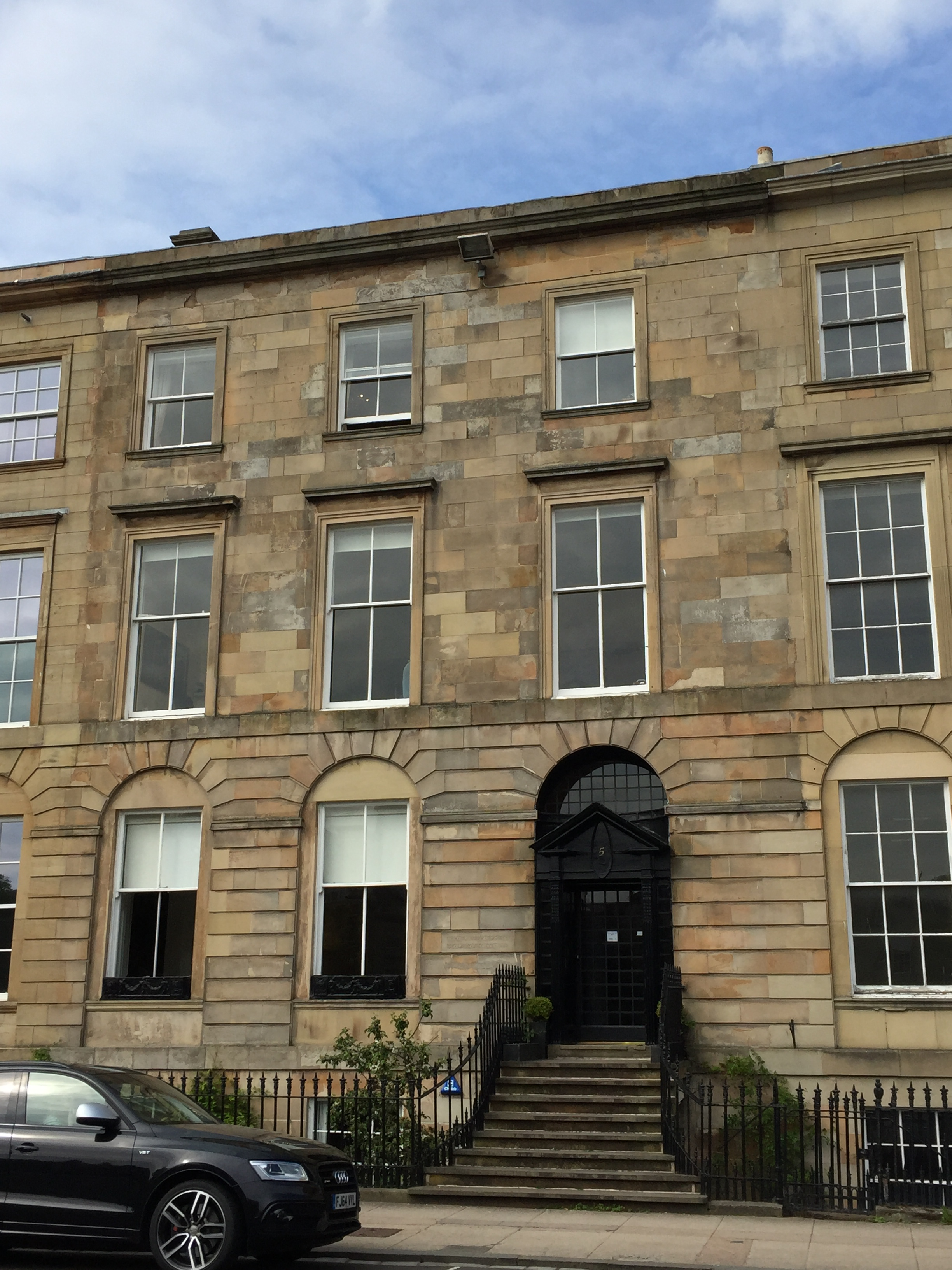
Blythswood Square, n. 5, sede da Sociedade até 1971

A Glasgow Society of Lady Artists (em português: Sociedade das Mulheres Artistas de Glasgow) foi fundada em 1882 por oito alunas da Escola de Arte de Glasgow com o objetivo de proporcionar o devido reconhecimento às mulheres no campo da arte. A Sociedade foi descrita por Jude Burkhauser como sendo "o primeiro clube residencial na Escócia dirigido por e para mulheres". No início, elas se reuniam na Rua Wellington, n. 136, Glasgow.

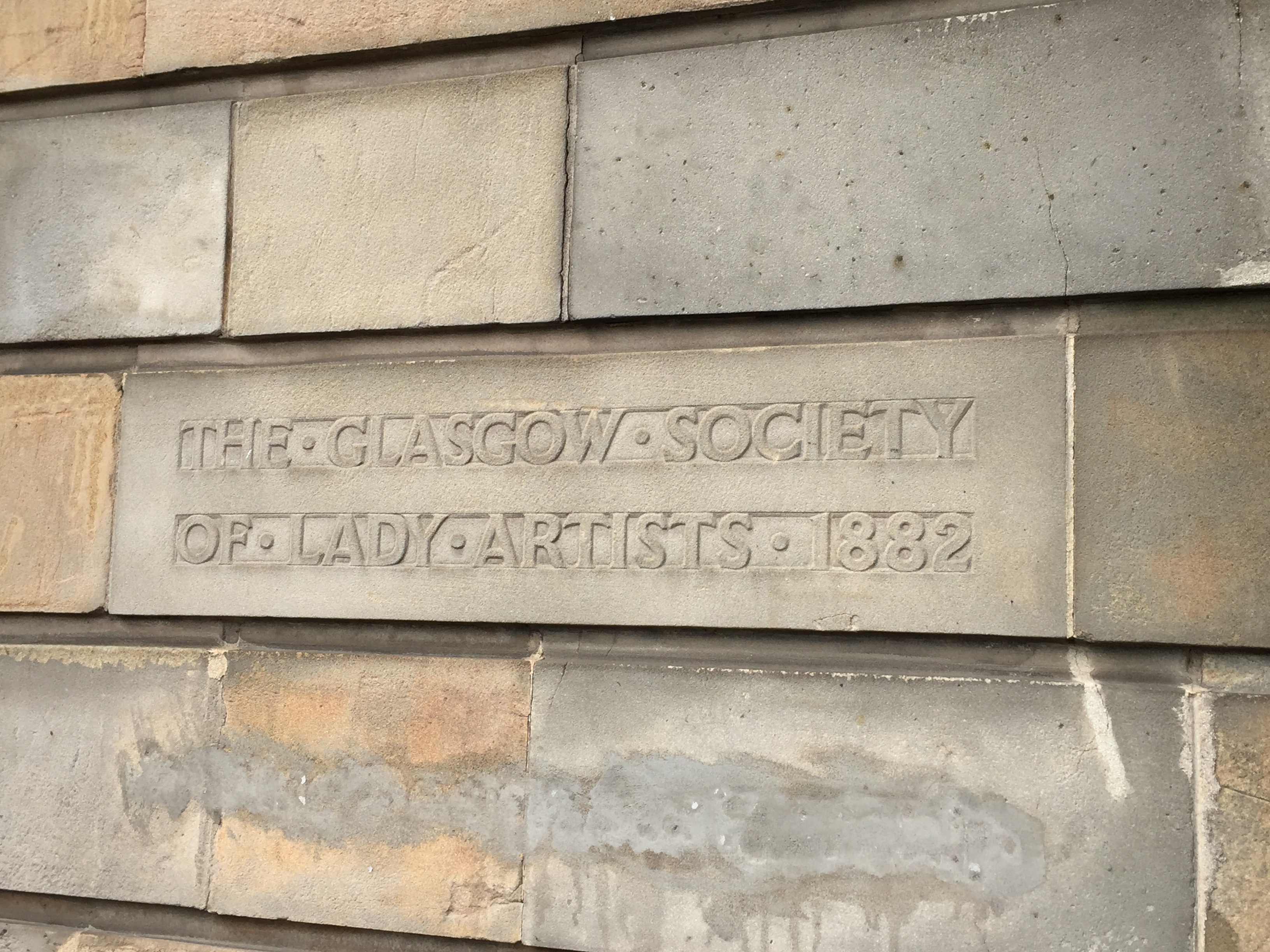
Clube da Sociedade de Mulheres Artistas de Glasgow, gravura na parede externa

Não se sabe exatamente quem foram os membros fundadores do clube, mas acredita-se que, entre elas, estavam: a primeira presidente, Georgina Mossman Greenlees, Sra. Joseph Agnew, Elizabeth Patrick, Margaret M. Campbell, Henrietta Robertson, a tesoureira Frieda Rohl, Jane Nisbet, Helen Salmon, Jane Cowan Wyper, Margaret Macdonald (não Margaret Macdonald Mackintosh), Isabella Ure e Sra. Provan. Todas elas eram membros da Escola de Arte de Glasgow, além de artistas, professoras e trabalhadoras artísticas de sucesso. Seu primeiro encontro, em 1882, foi realizado no estúdio de Robert Greenlees, pai de Georgina Greenlees, quem ajudou o grupo a escrever um livro de normas. O objetivo da Sociedade era "O estudo da Arte, a ser promovido por meio de aulas de vida e encontros mensais durante os quais os sócios serão obrigados a exibir esboços, e por uma exposição anual de obras dos sócios".
Em 1895, o grupo havia acumulado fundos suficientes para permitir a compra de uma casa no n. 5 da Blythswood Square. Em 1897, George Henry Walton e Fred Rowntree, em parceria, projetaram e construíram uma galeria para a 14ª Exposição Anual do Clube. Em 1898, um incêndio no edifício do clube destruiu os registros mais antigos da Sociedade.
Outro incêndio desastroso em 27 de maio de 1901 destruiu a galeria e as imagens de uma exposição especial de verão, montada em conjunto com a Exposição Internacional no Museu e Galeria de Arte de Kelvingrove. A galeria foi reconstruída com um projeto de George Henry Walton, e a primeira exposição foi realizada em 25 de outubro de 1902.
Em 1907, um Comitê de Decoração encomendou a Charles Rennie Mackintosh a execução de alguns trabalhos internos e da impressionante porta neo-clássica com frontão preto. O clube prosperou pelos 64 anos seguintes, até 1971, quando foi vendido ao Scottish Arts Council.
Alguns membros estavam determinados a reviver a Sociedade, o que eventualmente aconteceu em 1975, quando ela foi renomeada como The Glasgow Society of Women Artists, com uma Exposição do Centenário sendo realizada na Galeria Collins em 1982.

## Membros notáveis
- Janet Aitken
- Katharine Cameron
- Stansmore Dean Stevenson
- de Courcy Lewthwaite Dewar
- Georgina Greenlees
- Jessie Keppie
- Jessie M. King
- Ann Macbeth
- Jessie Newbery